# 위팔두갈래근
위팔두갈래근(영어: biceps brachii muscle 또는 biceps brachii 또는 biceps) 또는 상완이두근(上腕二頭筋) 또는 이두박근은 해부학상으로 인간의 팔 위쪽에 위치한 근육이다.
위팔두갈래근은 여러 가지 기능을 하는데 주로 팔을 돌리고, 팔꿈치를 굽히는 역할을 한다.
이는 곳
긴갈래 - 어깨뼈의 위관절오목 결절 (supraglenoid tubercle)
짧은갈래 - 어깨뼈의 부리돌기 (coracoid process)
닿는 곳
노뼈 거친면(radial tuberosity)과 안쪽 팔꿈치의 근막/ 요골 조면
∴팔꿉관절 굽힘 시 아래팔의 자세에 영항을 받는다.

## 같이 보기
- 근육통
- 위팔세갈래근
- 넙다리두갈래근(대퇴이두근)